# Leptocaris marinus
Leptocaris marinus är en kräftdjursart som först beskrevs av Por 1964.  Leptocaris marinus ingår i släktet Leptocaris och familjen Darcythompsoniidae. Inga underarter finns listade i Catalogue of Life.